# 玉竜ナシ族自治県
玉竜ナシ族自治県（ぎょくりゅうナシぞくじちけん）は中華人民共和国雲南省麗江市に位置する自治県。面積6521平方キロ、人口24万人（2003年）。

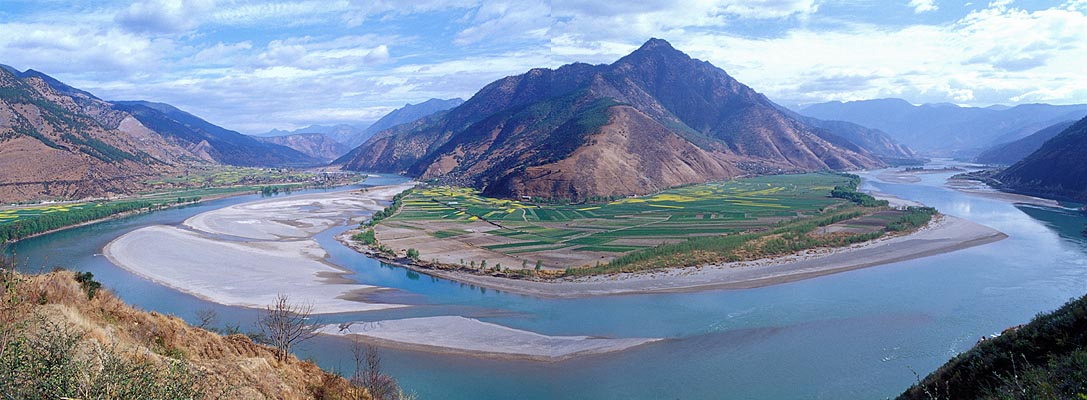
雲南省麗江市玉竜ナシ族自治県石鼓鎮で南向きから北向きへ流れを変える金沙江（長江第一湾）

## 地理
- 南下した三江併流のうち長江だけが長江第一湾の地形によって北東へと流れを変えるため、長江は中国へ流れている。しかし、度々長江が氾濫する場所としても知られている。
- 玉龍雪山や虎跳峡など、高い山や深い谷が地形の特徴となっており観光資源にもなっている。

## 歴史
- 前漢・元鼎6年（紀元前111年）、越嶲郡に割り当てられ綏九県に属した。
- 1271年、元王朝の祖先であるクビライ・カアンが元王朝を建国した後、「茶漢章玄威師団」と改名された。
- 1276年には「麗江路軍民庁」(後に「麗江路玄威師団」に改称)とも呼ばれ、以後麗江という言葉が使われるようになった。
- 1949年10月1日 - 中華人民共和国雲南省麗江専区が成立。麗江県・永勝県・華坪県・剣川県・鶴慶県・蘭坪県・中甸県・維西県・碧江設治局・寧蒗設治区・徳欽設治区・福貢設治区・貢山設治局が発足。(8県2設治局3設治区)
- 1958年9月24日 - 麗江県が自治県に移行し、麗江ナシ族自治県となる。(2県2自治県)
- 1958年10月22日 - 麗江ナシ族自治県の一部が怒江リス族自治州蘭坪県に編入。(2県2自治県)
- 1970年 - 麗江専区が麗江地区に改称。(2県2自治県)
- 2002年12月26日 - 麗江地区が地級市の麗江市に昇格。

麗江市
- 2002年12月26日 - 麗江地区が地級市の麗江市に昇格。(1区2県2自治県)
  - 麗江ナシ族自治県が分割され、玉竜ナシ族自治県・古城区が発足。

## 行政区画
1街道、6鎮、6郷、3民族郷を管轄する。
- 街道
  - 黄山街道
- 鎮
  - 石鼓鎮、巨甸鎮、白沙鎮、拉市鎮、奉科鎮、鳴音鎮
- 郷
  - 太安郷、竜蟠郷、魯甸郷、塔城郷、大具郷、宝山郷
- 民族郷
  - 黎明リス族郷、石頭ペー族郷、九河ペー族郷

## 交通

### 鉄道
- 中国国家鉄路集団
  - 中国鉄路昆明局集団公司
    - 仁麗線（大麗線）、麗香線
      - 麗江駅

### 道路
- 高速道路
  - 大麗高速道路
- 国道
  -  G214国道
  -  G353国道

- 省道
  -  223省道
  -  231省道